# Reysander Fernández
Reysander Cervantes Fernández (ur. 22 sierpnia 1984) – kubański piłkarz występujący na pozycji obrońcy.

## Kariera klubowa
Reysander Fernández od 2002 występuje w grającym w pierwszej lidze kubańskiej FC Ciego de Ávila. Z Ciego de Ávila dwukrotnie zdobył mistrzostwo Kuby w 2003 i 2010.

## Kariera reprezentacyjna
W reprezentacji Kuby Fernández zadebiutował w 2003. W tym samym po raz pierwszy wystąpił w Złotym Pucharze, w którym wystąpił we wszystkich trzech meczach z Kanadą, Kostaryką i USA (czerwona kartka). W 2005 po raz kolejny wystąpił w Złotym Pucharze, w którym wystąpił we wszystkich trzech meczach z USA, Kostaryką i Kanadą.
W 2007 po raz trzeci wystąpił w Złotym Pucharze. Na turnieju wystąpił we wszystkich trzech meczach z Meksykiem, Panamą i Hondurasem. W 2008 uczestniczył w eliminacjach Mistrzostw Świata 2010. W 2011 po raz czwarty uczestniczy w Złotym Pucharze CONCACAF.